# Musicology (album)
Musicology is een muziekalbum van de Amerikaanse popartiest Prince en werd uitgebracht in 2004. Het album was commercieel gezien zijn succesvolste sinds jaren en bereikte in de Verenigde Staten, het Verenigd Koninkrijk en Duitsland de top vijf.
Het album werd uitgebracht door Columbia Records (Sony Music), waarmee Prince een overeenkomst had afgesloten voor één album. In 2007 zal hij echter weer een overeenkomst aangaan, die keer voor het album Planet Earth.
Commercieel gezien was het album Musicology een comeback voor Prince. In de Nederlandse albumlijst behaalde het een topnotering van 3, alsmede in het Verenigd Koninkrijk en de Verenigde Staten.

## Nummers
| 01. | Musicology                          | 4:24 |
| 02. | Illusion, Coma, Pimp & Circumstance | 4:46 |
| 03. | A Million Days                      | 3:50 |
| 04. | Life O' the Party                   | 4:29 |
| 05. | Call My Name                        | 5:15 |
| 06. | Cinnamon Girl                       | 3:56 |
| 07. | What Do U Want Me 2 Do              | 4:15 |
| 08. | The Marrying Kind                   | 2:49 |
| 09. | If Eye Was the Man In Ur Life       | 3:09 |
| 10. | On the Couch                        | 3:33 |
| 11. | Dear Mr. Man                        | 4:14 |
| 12. | Reflection                          | 3:03 |

## Singles en videoclips
Er zijn drie singles getrokken van het album; Musicology, Call My Name en Cinnamon Girl.
De videoclip van Cinnamon Girl baarde vooral in de V.S. opzien, in verband met zijn openlijke kritiek op de discriminatie van Arabieren in de V.S. sinds 11 september 2001. Controversieel was een dagdroom van een Arabisch tienermeisje, waarin ze zichzelf opblies op een vliegveld.

## Ontstaan
Musicology is opgenomen in Paisley Park Studios in Chanhassen in de Amerikaanse staat Minnesota, in de Metalworks Studios in Mississauga in de Canadese provincie Ontario en in The Hit Factory in New York. Het album is gemasterd in The Hit Factory.

## Muzikanten
Het album is vrijwel geheel door Prince zelf ingespeeld en ingezongen. Uitzonderingen zijn:
- Candy Dulfer; saxofoon op Life O' The Party, The Marrying Kind, If Eye Was the Man In Ur Life en On the Couch, en extra (achtergrond)zang op Life O' The Party en Cinnamon Girl.
- Change; extra (achtergrond)zang op Life O' the Party, Call My Name en Cinnamon Girl.
- Clare Fisher; strijkersamples op Call My Name.
- Greg Boyer; trombone op The Marrying Kind, If Eye Was the Man In Ur Life en On The Couch.
- John Blackwell; drums op The Marrying Kind, If Eye Was the Man In Ur Life, On The Couch en Dear Mr. Man.
- Kip; extra achtergrondzang op Call My Name.
- Maceo Parker; saxofoon op The Marrying Kind, If Eye Was the Man In Ur Life en On the Couch.
- Renato Neto; Fender Rhodes op Dear Mr. Man.
- Rhonda Smith; extra achtergrondzang op Cinnamon Girl, en basgitaar op Dear Mr. Man.
- Sheila E.; shaker op Dear Mr. Man
- Stokley; extra achtergrondzang op Call My Name.